# 警察署協議会
警察署協議会（けいさつしょきょうぎかい）は警察法第53条の2に基づき、日本のほぼすべての警察署に設置される合議体。

## 解説
警察署の管轄区域内における警察の事務の処理に関し、警察署長の諮問に応ずるともに、警察署長に対して意見を述べる機関。
警察署協議会の委員は、都道府県公安委員会が委嘱する。また警察署協議会の組織運用は各都道府県が条例を制定した上でなされるケースもある。
警察署協議会が設置されるに至った経緯は、平成12年8月に国家公安委員会及び警察庁が公表した警察改革要網の「国民のための警察の確立」にある。そもそも、この警察改革要網は平成11年から急増していた警察の不祥事を再発防止すべくため開かれた警察刷新会議の緊急提言を受けて、国家公安委員会及び警察庁が取りまとめたものである。

## 組織
協議会は会長が委員を招集して開くこととなっており、協議会委員過半数の出席がないと開催できないことが通例である。
会長：協議会を代表し、会を総理する。
委員：小規模な警察署協議会では4名。※都道府県によって若干の違いあり
庶務：警察署の警務課が担当であることが一般的である。
これに加えて協議の際は警察署幹部（警察署長、副署長、課長 ※警視、警部級）が出席する。

## 委員
警察署協議会の委員は、都道府県公安委員会より委嘱される形となっており、地方公務員法第3条に基づく非常勤の特別職地方公務員である。そのため、都道府県によって金額は異なるものの委員には報酬が支払われることになっている。都道府県によって異なるが、委員の任期は概ね１～2年としている。また、一部の警察署協議会では警察施設や警察官の訓練を視察するといった活動も行っている。　

## 参考出典
- 警察改革‐警察庁
- 警察署協議会‐警視庁
- 神奈川県警察署協議会‐神奈川県警察本部
- 福島県警察署協議会 - 福島県警察本部
- 警察署協議会の活動状況等
- 警察行政概論‐金山泰介